# هسته دندانه‌ای
هسته دندانه‌ای (به انگلیسی: Dentate Nucleus)، دسته ای از نورون‌ها، یا سلول‌های عصبی در دستگاه عصبی مرکزی اند که لبه‌های دندانه‌ای یا دندانه-دار دارند. این هسته در ماده سفید هر کدام از نیم‌کره‌های مخچه قرار داشته، و بزرگترین ساختاری است که مخچه را به بقیه مغز متصل می کند. این هسته، در میان چهار جفت هسته، از هسته‌های عمقی مخچه، هسته دندانه‌ای بزرگترین و جانبی ترین، یا دورترین از خط مرکز می باشد، هسته های دیگر از این چهار جفت: هسته‌های کروی، لخته‌ای، میانجی و شیروانی اند. هسته دندانه‌ای مسئول برنامه ریزی، شروع و کنترل حرکات غیرارادی است. ناحیه پشتی هسته دندانه‌ای شامل کانال‌های خروجی درگیر در عملکرد حرکتی است، که همان حرکت ماهیچه اسکلتی است، در حالی که ناحیه شکمی، کانال‌های خروجی درگیر در عملکردهای غیر-حرکتی چون تفکر آگاهانه و عملکردهای بصری-فضایی را شامل می شود.